# شجرة ليمون (فلم)
شجرة ليمون (بالعبرية: עץ לימון) هو فيلم دراما إسرائيلي من إخراج عيران ريكليس صدر عام 2008 وساعده في الإخراج ابن عمه إيرا ريكليس. الفيلم من بطولة هيام عباس وعلي سليمان وداني لشمان ورونا ليباز-مايكل وطارق قبطي وعاموس لافي ولانا زريك وأمنون فولف. تدور أحداث الفيلم حول الصراع الإسرائيلي الفلسطيني، فبعد أن ينتقل وزير الدفاع الإسرائيلي وزوجته إلى بيتهما المجاور لحقل ليمون أرملة فلسطينية، ينتبه الوزير إلى خطورة بقاء الحقل على أمن بيته وخطر أن يتسلل العرب إلى الحقل ليهاجموا البيت فيقرر قطع الأشجار، البطلة التي تعيش وحيدة بعد وفاة زوجها وهجرة ابنها وزواج ابنتيها، تقرر اللجوء إلى القضاء، وتوكل محامياً فلسطينياً للدفاع عن حق حقلها بالبقاء، وفي الوقت نفسه، تحاول توطيد علاقتها مع زوجة الوزير.
تم إصدار الفيلم في إسرائيل في 27 مارس 2008، وتلقى استجابة فاترة من الجمهور الإسرائيلي. تم إصداره دولياً من خلال شركة آي إف سي فيلمز في 17 أبريل 2009. من هناك، حقق الفيلم نجاحاً كبيراً وقد تلقى ترشيحات لجوائز عديدة مثل أفضل ممثلة وأفضل كاتب سيناريو في حفل توزيع جوائز الفيلم الأوروبي الحادية والعشرون.

## الحبكة
ينتقل وزير الدفاع الإسرائيلي إسرائيل نافون (دورون تافوري) إلى منزل على الحدود بين إسرائيل والضفة الغربية، حيث يقيم في بيت على الجانب الإسرائيلي بجوار الخط الفاصل. وتنظر المخابرات الإسرائيلية إلى بستان الليمون المجاور لسلمى زيدان (هيام عباس)، وهي أرملة فلسطينية كانت عائلتها تهتم بالمنطقة لأجيال، كتهديد للوزير وزوجته. وسرعان ما أقامت قوات الأمن موقعاً للحراسة وسياجاً حول البستان. ثم حصلوا على أمر لاقتلاع أشجار الليمون تلك.
تشعر سلمى بأنها معزولة بالنظر إلى أن ابنها قد انتقل إلى واشنطن العاصمة وأن بناتها متزوجات الآن، وينصحها شيخ القرية أبو كمال (مكرم خوري) بالاستسلام، لكن سلمى تقرر العمل مع المحامي الشاب زياد داود (علي سليمان)، ورفعا قضيتهما إلى المحكمة العليا. مما سيأدي إلى تعاطف ميرا نافون (رونا ليباز-مايكل)، زوجة الوزير مع سلمى. حظيت قضية المحكمة باهتمام إعلامي ملحوظ، وأجرت ميرا مقابلة صحفية جعلت زوجها يندم. تعتقد ميرا أن الجيش الإسرائيلي قد بالغ في رد فعله، كما أنها تشاطر شعور سلمى بالوحدة الشخصية. على الرغم من أنهما لا تتحدثان أبداً، إلا أن هناك رابطة بشرية معقدة تتطور بينهما، مما سيترتب عنه توتر العلاقات بين الزوجين. بغض النظر عن القضية الفلسطينية، تقرر ميرا ترك زوجها وتم بناء جدار إسمنتي بين أرض سلمى ومنزل وزير الدفاع. وتكشف لقطة نهائية بالكاميرا أن أشجار الليمون قد تم تشذيبها.

## الإنتاج

### تفاصيل الإنتاج
غطى المخرج عيران ريكليس العلاقات الشخصية بين العرب ويهود الشرق الأوسط في أفلامه السابقة العروس السورية ونهائي الكأس. حقق الفيلم السابق، الذي لعبت فيه هيام عباس دور البطولة أيضاً، نجاحاً واسعاً في إسرائيل وكذلك مع الجمهور العالمي بعد إصداره عام 2004. وقد عزز هذا توقعات ريكليس للمستقبل.
استلهم عيران قصة فيلم شجرة ليمون من حادث واقعي. إذ انتقل وزير الدفاع الإسرائيلي شائول موفاز إلى الحدود داخل إسرائيل والأراضي المحتلة وبدأت قوات الأمن في قطع أشجار الليمون بجانب منزله، بحجة أنه بإمكان الإرهابيين استخدامها كمخبأ. وكانت العائلة الفلسطينية التي تملك الأشجار قد رفعت دعوى قضائية ضد الوزير وأخذت القضية إلى المحكمة العليا الإسرائيلية. لكنهم فشلوا وتم قطع تلك الأشجار. وقد شاهد ريكليس خبراً عن تلك الحادثة على الإنترنت. ثم طور القصة أكثر في بيئة خيالية. في الحقيقة، صمم ريكليس دور البطل للممثلة هيام عباس.
تتحدث الشخصيات في الفيلم بالعربية والعبرية. قامت شركة ريكليس الشخصية، عيران ريكليس للإنتاج، بتصوير الفيلم. وقد تم إطلاق النار عليه في مدينتي قلقيلية ورام الله ومخيم اللاجئين في الجلزون، وكذلك في موقع مبنى محكمة إسرائيل العليا وحوله في شارع شعاري ميشبات، بالقدس. وقد علق الناقد السينمائي في موقع صالون أندرو أوهير قائلاً: «ريكليس يتوغل في مناطق أخرى لن يخاطر بها صناع الأفلام الإسرائيليون».

### المواد الموضوعية
صمم ريكليس الفيلم ليكون غير سياسي بشكل أساسي، مع التركيز على تنمية الشخصية بدلاً من استكشاف قضايا الصراع الإسرائيلي الفلسطيني. لقد قال إنه خلق «جودة حكاية خرافية» للفيلم الذي يمكن أن يتعاطف فيه الجمهور مع جميع الأشخاص الموجودين فيه. وصرح قائلاً: «لقد أردت أن أملأ هذا الفيلم بالعديد من الوجوه وأن أعطي كل شخصية حقها، حتى لو كانت، ظاهرياً، شخصية أحد الأشرار.. لذلك فإن هذا الفيلم يعالج الجانب القبيح من الاحتلال، على الرغم من أنه لا يصور سفك الدماء». يمثل التمثيل الخيالي للجدار الإسرائيلي في الضفة الغربية الفيلم في كل مكان.
يجادل الناقد أندرو أوهاير من موقع صالون بأن ريكليس "يصور جميع أشكال السلطة في الشرق الأوسط بطريقة مرحة وبسخرية لا إرادية، يصور الحكومة الفلسطينية على أنها "فاسدة ومهتمة بالمكان والبروتوكول" والحكومة الإسرائيلية بأنها "منافقة وبيروقراطية بلا خجل". وقال في. آي. موستو من صحيفة نيويورك بوست أن الفيلم يعبر عن معارضة ريكليس للسياسات الإسرائيلية المتعلقة بمصادرة الأراضي الفلسطينية. يعتقد الناقد هيو هارت من سان فرانسيسكو كرونيكل أن الفيلم أظهر تعاطفاً طبيعياً مع بطلها. علق مارك جنكينز من الإذاعة الوطنية العامة حول بعض اللحظات الساخرة في الفيلم والتي تصور المقاومة الفلسطينية ضد الإسرائيليين على أنها "أكثر اهتماماً بالحفاظ على الرجولة من النتائج النهائية".
كتبت نيويورك تايمز:
«على الرغم من أن "شجرة الليمون" لاتنحاز إلى جانب بعينه في الصراع الإسرائيلي الفلسطيني، إلا أنها تصور الإسرائيليين، الذين يتمتعون بقوة عسكرية أكبر، على أنهم مسيئون ومتغطرسون في الطريقة التي تظهر بها أي دولة ذات أسلحة وجيوش متفوقة. إن حراس الأمن الذين هم في ملكية نافون يتصرفون مثل الحمقى المتعفنين - إنهم حريصون جداً على تصويب أسلحتهم على أول شيء يتحرك - أو المهرجين، مثل حارس برج المراقبة الملقب كويكي، الذي يغفو أثناء عمله.»
حاول ريكليس عدم جعل الفيلم نسوياً بشكل مباشر، وذلك من خلال إظهار الشخصيات النسائية بشكل جالب للتعاطف أكثر من الذكور. على أي حال، فقد قال أنه بالإمكان تفسير العمل بهذه الطريقة من قبل المشاهدين. صرح مارك جنكينز من الإذاعة الوطنية العامة بأن نهاية الفيلم المريرة كانت تصور الوضع الصعب للمرأة في فلسطين وكذلك العلاقات الفلسطينية الإسرائيلية. وانتقد كريس كابين من شبكة إيه إم سي الفيلم بأنه «مركز إلى حد كبير عحول النسوية» وبأنه يُظهِر معالجة سلبية بشكل ممنهج للشخصيات الذكورية.

## الاستقبال
تم إصدار الفيلم في إسرائيل في 27 مارس 2008، وتم إصداره دولياً من خلال شركة آي إف سي فيلمز في 17 أبريل 2009. تلقى الفيلم ترحيبا جيداً دولياً. أعطت روتن توميتوز للفيلم نسبة موافقة تبلغ 91٪، استناداً إلى 69 تقييماً بمتوسط تقييم يبلغ 7/10. ينص الإجماع النقدي للموقع على أن الفيلم هو «فيلم إسرائيلي إيجابي وشخصي يقدم رؤية بسيطة ومحفزة للتفكير في مشاكل الضفة الغربية». وحصل أيضاً على تقييم 73 من 100 في موقع ميتاكريتيك، وهي درجة تُعبِّر على استقبال نقدي جيد.
صنفته صحيفة نيويورك تايمز بأنه «اختيار النقاد (Critics Pick)» في عام 2009. وأشاد أندرو أوهير من موقع صالون ووصف إنتاجه بأنه «علامة أمل للمأزق الغامض في الشرق الأوسط المعاصر». وصفه بنيامين سيشر من صحيفة ديلي تلغراف بأنه «ممتع جداً وحساس وذو لقطات جميلة»، واستحضر الفيلم مقارنات مشوقة مع فيلم إيرين بروكوفيتش. وصرح مارك جنكينز من الإذاعة الوطنية العامة بأنه يتميز ب«أداءات دقيقة من قبل نجومه المدهشين»، وكان بمثابة مثال عن قضايا الحدود. وانتقد كريس كابين من إيه إم سي الفيلم، مجادلاً أن مخرجه «يبدو أنه لا يملك أدنى فكرة عن كيفية الاقتراب من الموضوع بشكل صحيح»، لأن الفيلم، في رأي كابين، «مؤيد لفلسطين دون خجل». كما قالت الناقدة العربية رانيا حداد عن الفيلم: «عند إلقاء نظرة أعمق ستتضح معالم مغايرة لتلك التي هلل لها بعض الكتاب العرب المعجبين بالفيلم، أهمها انه يُقدَم وزير الدفاع الإسرائيلي كانسان متفهم لعلاقة سلمى-تلك المواطنة الفلسطينية البسيطة- بأرضها وأشجارها، إلا أن تحقيق أمنه الشخصي أولوية تحتم عليه وتدفعه مرغما لاستصدار قرار يلحق الضرر ببيارتها التي من الممكن أن يختبئ فيها الإرهابيون الفلسطينيون، ثم تمضي الأحداث بالتركيز على نضال سلمى في الحفاظ على أشجار الليمون وترك فكرة الفلسطينيين الإرهابيين كتفصيلة غير رئيسية إنما كحقيقة مفروغ منها للمشاهد، وبذلك وهنا المهم يكرس صناع الفيلم صورة المقاومة والمقاومين الفلسطينيين الذين يدافعون عن حقهم وأرضهم المحتلة كإرهابيين، وبأن الإسرائيلي هو صاحب الحق في هذه الأرض وليس المُغتصِب.»

### شباك التذاكر
وفقاً لبوكس أوفيس موجو، حقق الفيلم ما مجموعه 6,628,437 دولار في جميع أنحاء العالم. وحقق في الولايات المتحدة 569,672 دولاراً، أحضرت في سباقها الذي بلغت مدته سبع عشرة أسبوعاً. وقد تم عرضه لأول مرة في 17 أبريل 2009.
كان أداء الفيلم ضعيفاً لدى الجمهور الإسرائيلي على الرغم من رد الفعل الإيجابي في مناطق أخرى. قال ريكليس إن الإسرائيليين لديهم «انطباع زائف» بأن الفيلم مؤيد للفلسطينيين وسجال. في حين كان رد الفعل الفلسطيني إيجابياً جداً، وفقاً لريكليس. وقد توقع استقبالاً أكثر إيجابية في إسرائيل نظراً لنجاح فيلمه السابق، العروس السورية، في عام 2004. حصل الفيلم على إشادة من هانا براون من صحيفة جيروزاليم بوست، التي صرحت أنه «من الصعب أن تطلب المزيد» و«ستغادر الصالة حاملاً كأساً من العصير المحبب الذي أعدته سلمى في غير مشهد». كما أشادت هآرتس بالفيلم قبل إطلاقه.

### الجوائز
| جوائز آسيا باسيفيك سكرين                        |     |                                              |                               |
| 2008                                            | فوز | أفضل أداء لممثلة                             | هيام عباس                     |
| 2008                                            | فوز | أفضل سيناريو                                 | عيران ريكليس ونهى عراف        |
| جوائز الأكاديمية الإسرائيلية للسينما والتلفزيون |     |                                              |                               |
| 2008                                            | فوز | أفضل ممثلة                                   | هيام عباس                     |
| 2008                                            | رُشِّح | أفضل مخرج                                    | عيران ريكليس                  |
| 2008                                            | رُشِّح | أفضل تركيب                                   | توفا آشر                      |
| 2008                                            | رُشِّح | أفضل إخراج فني                               | ميجيل ماركن                   |
| 2008                                            | رُشِّح | أفضل تصميم أزياء                             | رونا درورون                   |
| 2008                                            | رُشِّح | أفضل موسيقى                                  | حبيب شحادة                    |
| 2008                                            | رُشِّح | أفضل صوت                                     | جيل تورن مع آشر ميلو          |
| مهرجان برلين السينمائي الدولي                   |     |                                              |                               |
| 2008                                            | فوز | جائزة الجمهور البانورامية عن أفضل مخرج       | عيران ريكليس                  |
| مهرجان شيكاغو السينمائي الدولي                  |     |                                              |                               |
| 2008                                            | رُشِّح | أفضل ميزة                                    | عيران ريكليس                  |
| مهرجان سينيفان للسينما الآسيوية والعربية        |     |                                              |                               |
| 2008                                            | فوز | أفضل ممثلة                                   | هيام عباس مع رونا ليباز-مايكل |
| جوائز ديفيد دي دوناتيلو                         |     |                                              |                               |
| 2009                                            | رُشِّح | أفضل فيلم أوروبي                             | عيران ريكليس                  |
| جوائز الأفلام الأوروبية                         |     |                                              |                               |
| 2009                                            | رُشِّح | الممثلة الأوروبية                            | هيام عباس                     |
| 2009                                            | رُشِّح | كاتب السيناريو الأوروبي                      | عيران ريكليس مع نهى عباس      |
| الاتحاد الإيطالي للسينما                        |     |                                              |                               |
| 2009                                            | فوز | أفضل ممثلة                                   | هيام عباس                     |
| مهرجان يريفان السينمائي الدولي                  |     |                                              |                               |
| 2008                                            | فوز | جائزة المشمش الفضي - جائزة خاصة عن أفضل فيلم | عيران ريكليس (فائزون مشتركون) |
| جوائز جمعية سان دييغو لنقاد السينما             |     |                                              |                               |
| 2009                                            | رُشِّح | أفضل فيلم بلغة أجنبية                        |                               |
| جوائز دائرة نقاد السينما النسائية               |     |                                              |                               |
| 2009                                            | فوز | أفضل صور أنثى في فيلم                        |                               |
| 2009                                            | رُشِّح | أفضل فيلم أجنبي من أو عن المرأة              |                               |
| جوائز مهرجان يريفان السينمائي الدولي            |     |                                              |                               |
| 2008                                            | فوز | أفضل فيلم                                    | عيران ريكليس (فائزون مشتركون) |

## وصلات خارجية
| - مقالات تستعمل روابط فنية بلا صلة مع ويكي بيانات | - مراجعة فيلم شجرة ليمون في مجلة باترول - مراجعة فيلم شجرة ليمون في مجلة الشاشة واسعة - حوار مع عيران ريكليس - "شجرة الليمون - فيلم - 2007 - طاقم العمل، فيديو، الإعلان، صور، النقد الفني، مواعيد العرض". مؤرشف من الأصل في 2018-07-01. اطلع عليه بتاريخ 2018-07-01. - "فيلم "شجرة الليمون":: انتصار "بيّارات" الليمون على "جرافات" الموت - Qantara.de". مؤرشف من الأصل في 2018-07-01. اطلع عليه بتاريخ 2018-07-01. - "سلمى الفلسطينية، وحدة الذات ومعركة البلد في فيلم شجرة ليمون". @Elaph. مؤرشف من الأصل في 2018-07-01. اطلع عليه بتاريخ 2018-07-01. - ""شجرة ليمون"...تكريس صورة المُقاوم كإرهابي". مؤرشف من الأصل في 2018-07-01. اطلع عليه بتاريخ 2018-07-01. |